# Холмецький Хутір
Холмецький Хутір (рос. Холмецкий Хутор) — село у Брасовському районі Брянської області Росії. Входить до складу муніципального утворення Крупецьке сільське поселення.
Населення — 48 осіб.
Розташоване за 4 км на захід від села Крупець, на автодорозі Локоть-Суземка.

## Історія
Вперше згадується в другій половині XVIII століття в складі Брасовського стану Севського повіту. У 1778—1782 рр. входило в Луганський повіт, потім знову в Севському повіті (до 1929). Колишнє володіння Апраксиних, які влаштували тут велику гуральню.
У 1779 році було споруджено храм Святого Макарія (не зберігся) замість старого храму в селі Крупець, після чого колишнє село Крупець стало називатися присілком, а Холмецкий Хутір — селом Крупець (назва використовувалася до початку XX століття); з цієї причини відомості за цими двома населеними пунктами часто бувають сплутані.
З 1861 року — у складі Крупецької волості Севського повіту, з 1924 в Брасовській волості), з 1929 року в складі Брасовського району. До 1930-х рр. — центр Холмецької сільради.

## Населення
За найновішими даними, населення — 48 осіб (2013).
У минулому чисельність мешканців була такою:
| Роки      | 1866 | 1897 | 1926 | 1979 | 1989 | 2002 | 2010 |
| --------- | ---- | ---- | ---- | ---- | ---- | ---- | ---- |
| Населення | 480  | 564  | 801  | 156  | 64   | 58   | 38   |

## Пам'ятки
У селі є Святе джерело Косми і Даміана з обладнаною купіллю і каплицею. Його традиційно відвідують наречені Брасовського району.
Є великий ставок на струмку «Нижній» (колишня назва цього струмка — Холмеч, від чого походить назва села і інші місцеві топоніми).